# Jerry Neil Smith
Jerry Neil Smith (Lefors, Texas, 20 februari 1935) is een Amerikaans componist, muziekpedagoog, dirigent en klarinettist en saxofonist.

## Levensloop
Smith studeerde in het hoofdvak klarinet aan de Universiteit van Texas in Austin (Texas) en behaalde zijn Bachelor of Music en zijn Master of Music aldaar. Aansluitend studeerde hij aan de befaamde Eastman School of Music in Rochester (New York) en promoveerde daar tot Ph.D. (Philosophiæ Doctor). Bij Sigurd Rascher studeerde hij saxofoon. Zijn compositie-leraren waren onder andere: James Clifton Williams, Kent Kennan en Herbert Elwell. Gedurende de studietijd in Rochester 1960 tot 1961 was hij als klarinettist ook lid van het Eastman Wind Ensemble onder de leiding van Frederick Fennell. 
Als docent was hij verbonden aan de Universiteit van Florida in Gainesville (Florida), van 1964 tot 1972 aan de Universiteit van Colorado in Boulder (Colorado) en aan de Eastman School of Music in Rochester (New York). Aan de Universiteit van Noord-Iowa in Cedar Falls en aan de California State University - Long Beach had hij ook administratieve zaken te vervullen. In 1975 wisselde hij als professor aan de Universiteit van Oklahoma in Norman (Oklahoma) en ging in 1997 met pensioen. Nu is hij President’s Emeritus Faculty member van deze universiteit. In de herfst 2006 werd Smith nog interims directeur van de School of Music aan de Universiteit van Centraal Oklahoma in Edmond (Oklahoma). 
Smith was ook gast-professor aan het Sjanghai Conservatorium in Shanghai, Volksrepubliek China.
In 1991 werd hij onderscheiden met de Governor’s Arts Award voor buitengewone prestaties in de kunst en opleiding van de staat Oklahoma. 
Gedurende negen jaren was hij 1e klarinettist in het Oklahoma City Philharmonic Orchestra en deed solo recitals en kamermuziek uitvoeringen in binnen- en buitenland. Hij is stichter en dirigent van het Norman Chamber Orchestra, dat zich op uitvoeringen van vroege en ongewone werken voor dit medium gespecialiseerd heeft.
Als componist schreef hij werken voor orkest, vooral het Oklahoma City Philharmonic Orchestra, en voor harmonieorkest. Hij is lid van de American Society of Composers, Authors and Publishers (ASCAP). 

## Composities

### Werken voor orkest
- 1963 South of the Border

### Werken voor harmonieorkest
- 1968 Epilog
- 1971 Fanfare and Alma Mater
- 1982 Ritual and Dance, voor fagot en harmonieorkest
- Capriccio, voor trombone en harmonieorkest
- Fanfare and Celebration

### Werken voor slagwerk
- 1978 Dirge and Alleluia

## Publicaties
- Armin Suppan: Blasmusik-Dissertationen in den USA, in: Studia Musicologica Academiae Scientiarum Hungaricae, T. 36, Fasc. 1/2 (1995), pp. 181-226